# Grüsselbach
Grüsselbach ist ein Ortsteil der Gemeinde Rasdorf im Landkreis Fulda in Hessen. Der Ort liegt im Biosphärenreservat Rhön nordöstlich von Rasdorf an der Grenze zu Thüringen. Der Ort wurde erstmals im Jahr 816 urkundlich erwähnt.

## Geografie
Durch den Ortsteil verläuft der 10 km lange Grüsselbach, ein rechter Zufluss der Taft. Im Süden der Gemarkung verläuft die Bundesstraße 84.

## Geschichte
Am 1. April 1972 wurde der bis dahin selbständige Ort in die Gemeinde Rasdorf eingegliedert.

## Persönlichkeiten
- Gregor Richter (1874–1945) wurde in Grüsselbach geboren.
- Der Thüringer Landtagsabgeordnete Raymond Walk (CDU) ist in Grüsselbach aufgewachsen.[4]